# Зигхард VII
Зигхард VII (Зицо VII; нем. Sieghard VII или Sizo VII; ок. 1010 — 5 июля 1044) — граф в Кимгау из рода Зигхардингов.
Сын Энгельберта III, графа в Химгау, и Адалы — дочери пфальцграфа Хартвига I, брат Энгельберта IV.
Наследовал отцу после его гибели 9 июня 1020 года.
Участвовал в венгерском походе императора Генриха III и погиб в битве при Менфё 5 июля 1044 года.
Зигхард VII был женат на Филихильде (ум. 23 октября 1075), возможно — дочери графа Фридриха I фон Андекс или Фридриха II фон Диссен. Дети:
- Фридрих I фон Понгау (ум. 17 июля 1071), граф фон Тенглинг.
- Зигхард (ум. 12 августа 1077), патриарх Аквилеи с 1068 года.
- Фридгунда (ум. 1072 или позже), аббатиса монастыря Святой Марии в Аквилее.
- Хильдбурга, муж — Конрад II, маркграф Моравии.
- Свангильда, муж — Эрнст, маркграф Австрии.

В некоторых источниках детьми Зигхарда VII также названы:
- Элленхард (ум. 1078), епископ Фрейзинга с 1052 года.
- Матильда, муж — граф Рапото.

В некоторых источниках женой графа Зигхарда (Зицо) названа Тута фон Эберсберг, дочь Ульриха фон Эберсберг, маркграфа Крайны. Возможное объяснение: или у Зигхарда было две жены, или одновременно существовало два графа Зигхарда, которые оба погибли во время похода в Венгрию: один 5 июля 1044, второй 7 августа 1046 года. Этим последним обстоятельством можно объяснить и большое количество детей.